# エリオット・スピッツァー
エリオット・ロレンス・スピッツァー（英語：Eliot Laurence Spitzer、1959年6月10日 - ）は、アメリカ合衆国の政治家。第63代ニューヨーク州検事総長、第54代ニューヨーク州知事を歴任した。

## 経歴

### 州司法長官
1959年6月10日にニューヨーク州ニューヨークのブロンクス区にて、ドイツ系ユダヤ人移民の家庭に誕生した。プリンストン大学を卒業した。その後ニューヨーク州司法長官として、アナリストの中立性についてメリルリンチを追及した。また、AIGの不正会計を追及し、同社のCEOとして君臨したモーリス・グリーンバーグを辞任に追い込むなどした。その活動ぶりと名前から、「現代のエリオット・ネス」とも呼ばれた。

### 州知事
所属政党は民主党であり、こうした名声を梃子に、2006年にニューヨーク州知事選に勝利し、2007年1月1日に第58代ニューヨーク州知事に就任した。次代の民主党を担う人材と目され、その手法のみならず、政界における将来も注目されていた。
しかし就任から1年少々しか経たない2008年3月12日に、ニューヨークのエスコートエージェンシー「エンペラーズクラブVIP」を利用し数万ドルを支払ったという疑惑を指摘されたことから、辞任を表明した。
同日にニューヨーク・タイムズは、相手の売春婦の実名と会見内容を報道した。さらにニューヨーク・ポストは、スピッツァーが靴下を履いたまま性行為を行ったことを報じた。